# Глизе 167
Глизе 167 — оранжевый карлик, расположенный в созвездии Золотой Рыбы. Его видимая звёздная величина составляет 7,63, что делает его хорошо видимым в бинокль, но не невооружённым глазом. Основываясь на измерениях параллакса космического телескопа Gaia, известно, что звезда находится на расстоянии 42,5 световых года (13,02 парсека) от Солнечной системы. Однако она приближается с гелиоцентрической лучевой скоростью -23 км/с. На текущем расстоянии Глизе 167 тускнеет на 0,05 звездной величины из-за межзвёздной пыли.
Глизе 167 имеет звездную классификацию K4.5 Vk:, что указывает на то, что это оранжевый карлик с особенностями межзвездного поглощения. Однако за классификацией стоит неопределённость. Звезда имеет массу и радиус в 73% массы Солнца и 70% радиуса Солнца. Его эффективная температура составляет 4602 К, но его небольшой размер даёт светимость всего 19,6% от солнечной. Глизе 167 обогащена металлами, содержание железа на 44,6% выше солнечного уровня. Звезда вращается с прогнозируемой скоростью вращения 1 км/с, и её возраст оценивается в 4,5 миллиарда лет.